# Live in Europe 1969: The Bootleg Series Vol. 2
Live in Europe 1969: The Bootleg Series Vol. 2 – jazzowy album Milesa Davisa prezentujący koncertowe nagrania utrzymane w stylu fusion i wydany w roku 2013 przez firmę Columbia/Legacy.

## Historia i charakter albumu
Album ten jest drugim z serii "The Bootleg Series", której celem jest prezentowanie koncertowych nagrań, do tej pory niedostępnych oficjalnie, chociaż niektóre mogły być opublikowane wcześniej na tzw. bootlegach.
Ten album jest bardzo ważny dla poznania drogi rozwojowej Milesa Davisa, bowiem prezentuje nagrania, które nie zostały skrócone czy w jakiś inny sposób zmanipulowane w procesie ich edytowania, tak jako stało się z albumami wydanymi w 1969 roku, czyli z In a Silent Way oraz Bitches Brew.
Równie ważne jest także i to, że wreszcie ukazała się spora porcja nagrań "The Lost Quintet" (zagubionego kwintetu), który nie nagrał żadnej płyty studyjnej i jest znany tylko z nagrań koncertowych. Na albumie Bitches Brew Live (2011), który miał zawierać nagrania kwintetu, znalazły się tylko nagrania kwartetu, bowiem Wayne Shorter utknął w korku spiesząc na koncert w ramach Newport Jazz Festival (1969) i nie dojechał. 
Do Europy kwintet udał się jako część projektu nazwanego Newport Jazz Festival in Europe, którego producentem był George Wein. Nagrania powstały, gdyż tradycja europejska nakazywała wręcz nagrywać i dokumentować koncerty. 
Żywot kwintetu był stosunkowo krótki, gdyż na początku 1970 roku odszedł Wayne Shorter i został zastąpiony przez Gary'ego Bartza.
Album ten prezentuje nagrania kwintetu z trzech koncertów: dwóch w ramach Festival Mondial du Jazz d'Antibes z 25 i 26 lipca 1969 roku oraz jednego z Folkets Hus, w Sztokholmie  z 5 listopada tegoż roku. Dodatkowo na DVD znajduje się zarejestrowany występ w czasie Berliner Jazztage w Filharmonii Berlińskiej 7 listopada 1969 roku. 

## Utwory
CD 1, czas 62 min. 86 sek.
producent André Francis
| #  | Tytuł                         | Czas  | Uwagi                 |
| -- | ----------------------------- | ----- | --------------------- |
| 1. | Introduction by André Francis | 0:27  |                       |
| 2. | Directions                    | 06:06 | komp. Joe Zawinul     |
| 3. | Miles Runs the Voodoo Down    | 09:10 |                       |
| 4. | Milestones                    | 13:53 |                       |
| 5. | Footprints                    | 11:37 | komp. Wayne Shorter   |
| 6. | 'Round Midnight               | 08:59 | komp. Thelonious Monk |
| 7. | It's About That Time          | 09:24 |                       |
| 8. | Sanctuary                     | 04:15 | komp. Wayne Shorter   |
| 9. | The Theme                     | 0:53  |                       |

CD 2, czas 61 min. 78 sek.
producent André Francis
| #   | Tytuł                         | Czas  | Uwagi                   |
| --- | ----------------------------- | ----- | ----------------------- |
| 1.  | Introduction by André Francis | 0:26  |                         |
| 2.  | Directions                    | 06:18 | komp. Joe Zawinul       |
| 3.  | Spanish Key                   | 10:37 |                         |
| 4.  | I Fall in Love Too Easily     | 02:54 | komp. S. Cahn, J. Stybe |
| 5.  | Masqualero                    | 08:29 | komp. Wayne Shorter     |
| 6.  | Miles Runs the Voodoo Down    | 08:46 |                         |
| 7.  | No Blues                      | 13:35 |                         |
| 8.  | Nefertiti                     | 08:50 | komp. Wayne Shorter     |
| 9.  | Sanctuary                     | 03:33 | komp. Wayne Shorter     |
| 10. | The Theme                     | 0:48  |                         |

CD 3, czas 48 min. 14 sek.
producent Bosse Broberg
| #  | Tytuł                       | Czas  | Uwagi               |
| -- | --------------------------- | ----- | ------------------- |
| 1. | Introduction by George Wein | 0:30  |                     |
| 2. | Bitches Brew                | 14:39 |                     |
| 3. | Paraphernalia               | 09:20 | komp. Wayne Shorter |
| 4. | Nefertiti                   | 10:03 | komp. Wayne Shorter |
| 5. | Masqualero                  | 07:58 | komp. Wayne Shorter |
| 6. | This                        | 06:18 | komp. Chick Corea   |

Wszystkie niezaznaczone utwory są kompozycjami Milesa Davisa.

## Muzycy
- Miles Davis - trąbka
- Chick Corea - elektryczne pianino
- Wayne Shorter - saksofon tenorowy, saksofon sopranowy
- Dave Holland - kontrabas, gitara basowa
- Jack DeJohnette - perkusja

## Opis dysku
- producenci albumu - Richard Seidel i Michael Cuscuna
- koproducent - Steve Berkowitz
- producenci wykonawczy - Cheryl Davis, Erin Davis, Vince Wilburn, Jr.
- inżynier dźwięku - Bernt Berndtsson (CD 3)
- mastering - Mark Wilder i Maria Triana
- studio - Battery Studios, New York City
- nagrania - Festival Mondial du Jazz d'Antibes: 25 lipca (CD 1), 26 lipca (CD 2); Folkets Hus, Sztokholm, 5 listopada
- kierownik artystyczny i projekt - Josh Cheuse
- fotografie - Christer Landergren
- czas - 171:78
- wytwórnia płytowa - Columbia/Legacy
- nr katalogowy - 88725 41853 2
- data wydania - wrzesień 2013
- dystrybucja - Sony Music Entertainment